# 1080° Snowboarding

Screenshot del gioco

1080° Snowboarding è un videogioco sportivo dedicato allo snowboard, sviluppato e pubblicato da Nintendo per il Nintendo 64. Il gioco fu realizzato dal game designer Shigeru Miyamoto..

## Modalità di gioco
Per saltare con lo snowboard, bisogna premere il tasto A, mentre per eseguire i trick bisogna premere B e/o Z ruotando contemporaneamente il joystick. Il gioco conta un totale di sei piste, come Crystal Lake e Golden Forest.

### Personaggi
Nel gioco sono disponibili otto personaggi, di cui tre segreti. Essi sono:
- Kensuke Kimachi, ragazzo diciannovenne di origine giapponese;
- Ricky Winterborn; ragazzo quattordicenne di origine canadese;
- Akari Hayami; ragazza diciassettenne di origine giapponese;
- Rob Haywood; ragazzo ventenne di origine statunitense;
- Dion Blaster; ragazzo ventottenne di origine britannica;
- Panda Bear (personaggio segreto);
- Silver Ice Man (personaggio segreto);
- Gold Ice Man (personaggio segreto);

## Critica
Il gioco ha ricevuto voti positivi dalla critica, ottenendo un punteggio del 90% su Game Rankings.

## Il seguito
1080° Snowboarding fu seguito nel 2003 da 1080° Avalanche per la console Nintendo Gamecube.

## Sponsor
Il gioco fu sponsorizzato da Tommy Hilfiger e dalle tavole Lamar.